# RUAG
RUAG Holding (спочатку мала назву Rüstungs Unternehmen Aktiengesellschaft ; Joint Stock Defense Company) — швейцарська компанія, що спеціалізується на аерокосмічній техніці та оборонній промисловості. Штаб-квартира знаходиться в Берні, а також має багато виробничих майданчиків в Швейцарії (Ньйон, Егль, Тун, Берн, Еммен, Альтдорф, Цюрих і Інтерлакен), Німеччина (Оберпфаффенхофені, Гамбург Ведель і Фюрт), Швеція (Гетеборг, Лінкопінга і Амотфорс), Угорщина (Сірок, Егер), Австрія (Відень, Берндорф) і США (Тампа і Тітусвілль), а також торгові компанії в Австралії, Великій Британії, Франції, Бельгії, Бразилії та Малайзії.

## Історія

### Передісторія та початкові роки
Протягом 1990-х років уряд Швейцарії вирішив, що військові підприємства країни потребують реструктуризації, що призвело до прийняття Федерального закону про федеральні компанії з виготовлення озброєння (FArmCA) у 1997 році  Відповідно до цього акту, нової сутності, відомої як RUAG Switzerland Ltd, була створена з метою об'єднати чотири колишніх державних підприємства: ДП Schweizerische Elektronikunternehmung AG, SF Schweizerische Unternehmung für Flugzeuge und Systeme AG, SM Schweizerische Munitionsunternehmung AG і SW Schweizerische Unternehmung für Waffensysteme AG . До цього злиття ці компанії були комплексно реструктуризовані з наміром зробити їх конкурентоспроможними комерційними підприємствами. RUAG офіційно розпочав свою діяльність 1 січня 1999 року 
Ще до свого заснування RUAG зіткнулося з серйозною проблемою у вигляді зменшення замовлень від швейцарських збройних сил через скорочення оборони після холодної війни, що призвели до значного зменшення військових витрат.  Визнаючи свою надмірну залежність від швейцарських військових, які спочатку становили 86 відсотків продаж RUAG, компанія прийняла довгострокову стратегію диверсифікації, поступово розширюючи свою діяльність у військовому та цивільному секторах як у Швейцарії, так і на світовому ринку. Це розширення вийшло за межі лише органічного зростання, вимагаючи численних придбань, часто зосереджених у певних галузях, таких як технічне обслуговування, ремонт та капітальний ремонт літаків і вертольотів (MRO); системи командування, інформації та зв'язку; системи моделювання та навчання; і малокаліберні боєприпаси. 
Незадовго були досягнуті позитивні результати. Протягом 2000 року аерокосмічний підрозділ RUAG повідомив про зростання продаж на сторонньому ринку на 39 відсотків, які були отримані за рахунок різних програм виробництва літаків, включаючи Airbus, Boeing і Pilatus . Інший бізнес включав послуги MRO для іноземних винищувачів Northrop F-5, ремонтні роботи на ракетах AIM-9 Sidewinder для ВПС США та виробництво обтічників корисного навантаження для американської ракети-носія Atlas V.  Підрозділ Land Systems RUAG також був налаштований з оптимізмом у цивільному секторі, виконуючи збірку компонентів для машин для лиття під тиском, які використовуються у виробництві компакт-дисків. До кінця 2001 року RUAG досягла переломного моменту, повідомивши про загальне зростання на 8 відсотків за цей фінансовий рік, незважаючи на стійкий спад у внутрішньому оборонному секторі, ці досягнення були досягнуті на міжнародному ринку, зокрема в цивільному секторі. 
На RUAG негативно вплинула Світова фінансово-економічна криза, яка розпочалася протягом 2008 року, і незабаром після цього повідомили про значне падіння замовлень з цивільного сектору, особливо на авіатехнічні послуги та послуги з ремонту, а також на автомобільну та напівпровідникову промисловість . Списання консолідованого прибутку склала 160 мільйонів швейцарських франків, що спричинило від’ємну прибуткову - прибуток у розмірі 113 мільйонів швейцарських франків – перший дефіцит за всю історію діяльності RUAG.  Приблизно в цей час RUAG зробила стратегічний крок у космічну галузь, яка раніше була крихітною сферою бізнесу. У 2008 році вона придбала Saab Space і її дочірню компанію Austrian Aerospace ; Протягом наступного року RUAG також купила Oerlikon Space AG, а згодом створила свій підрозділ RUAG Space, найбільшого незалежного постачальника космічного простору в Європі. 

### 2010-ті роки
До 2010 року авіаційний підрозділ RUAG складався з трьох основних напрямків: військовий MRO, бізнес-авіація та літаки спеціального призначення; з них бізнес-авіація, як повідомляється, зазнала спаду після світової фінансово-економічної кризи.  Компанія доклала зусиль, щоб розширити свою діяльність у сфері бізнес-авіації, зосередившись на наданні послуг MRO кінцевим користувачам.  У 2019 році RUAG вирішила продати свої потужності бізнес-авіації в Женеві та Лугано компанії Dassault Aviation ; компанія заявила, що вона є частиною стратегічного вирівнювання, замість цього зосереджує ресурси на своїх аероструктурах і космічних програмах. 
RUAG поступово розширює асортимент військових літаків, для яких вона надає послуги з техобслуговування. Протягом 2012 року вона конкурувала з EADS за надання послуг з підтримки літаків німецьким військовим.  У 2014 році компанія співпрацювала з фінською фірмою Patria, щоб запропонувати послуги MRO операторам McDonnell Douglas F/A-18 Hornet по всьому світу.  Протягом 2010-х років RUAG здійснила масштабну модернізацію парку вертольотів Airbus Helicopters AS332 Super Puma ВПС Швейцарії, а з часом розпочала цю можливість для інших операторів. 
Протягом 2010-х років RUAG Aerostructures стала першим постачальником секцій фюзеляжу літаків, компонентів крила, закрилків та інших елементів як для цивільних, так і для військових літаків.   Він є довгостроковим постачальником аерокосмічного гіганта Airbus, який поставив понад 9 000 секцій фюзеляжу сімейства Airbus A320 до січня 2020 року. 19 грудня 2019 року обидві компанії уклали шестирічний договір з RUAG на рахунок виробництва центральної секції фюзеляжу, підлоги та бічних корпусів A320 зі швидкістю 60 секцій на місяць на своїх заводах в Оберпфаффенхофені, Німеччина; Егер, Угорщина ; та Еммен, Швейцарія .  Окрім роботи з Airbus, інші клієнти RUAG Aerostructures включають Boeing, Bombardier Aviation, Dassault Aviation, GE Aviation, Pilatus Aircraft та Saab AB . 

### Dornier 228NG

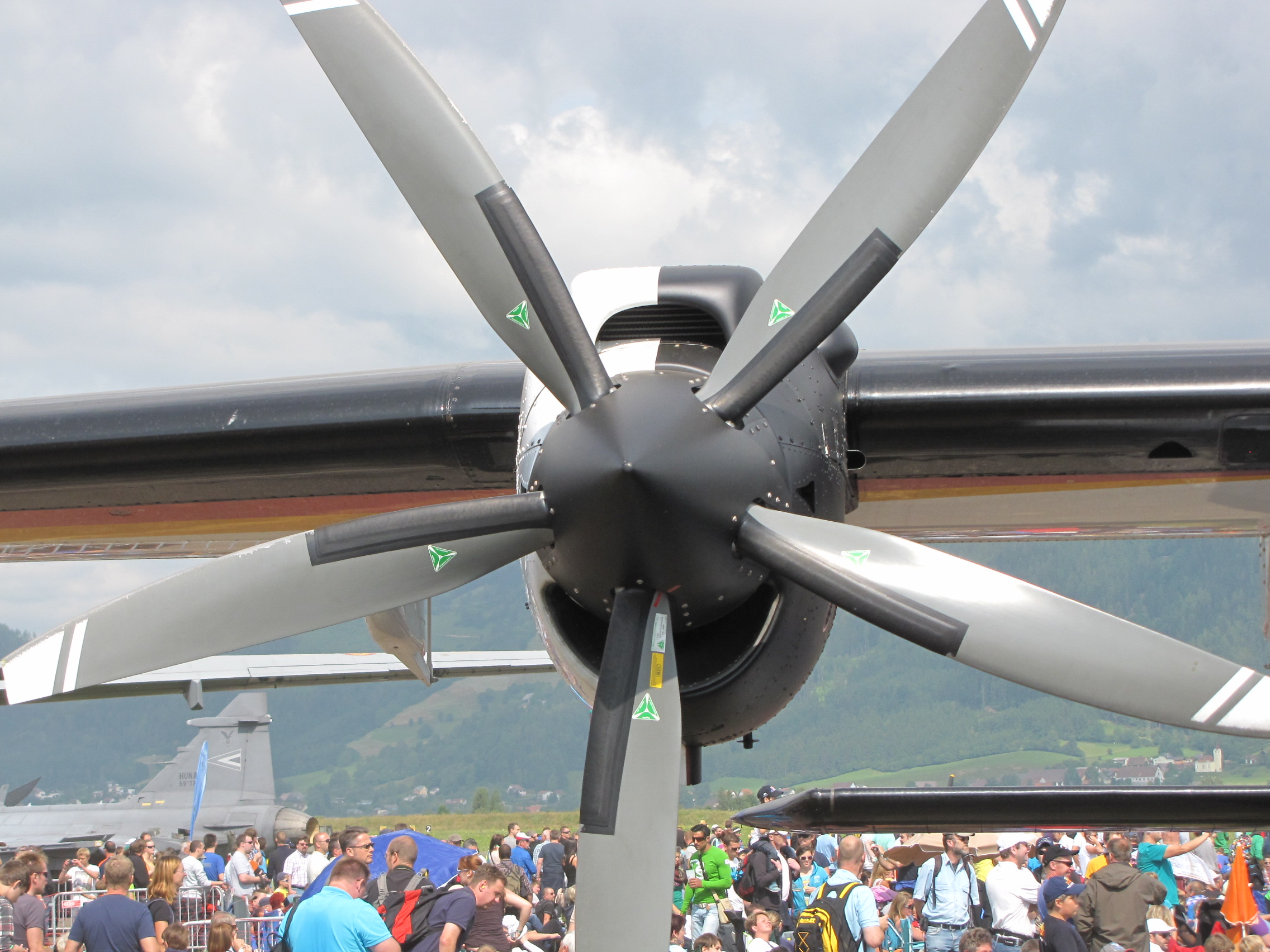
Основна зовнішня зміна 228NG — п’ятилопастний гвинт

Протягом 2003 року RUAG отримала сертифікат  для Dornier 228 .  У грудні 2007 року RUAG оголосила про свої наміри запустити модернізовану версію Dornier 228, яку вона позначила як Dornier 228 Next Generation або Dornier 228 NG.    На Берлінському авіасалоні 2008 року HAL погодився поставити перші три комплекти компонентів — фюзеляж, крила та хвостову частину — за 5 мільйонів євро в рамках десятирічного контракту на 80 мільйонів євро (123 мільйони доларів).  Остаточне складання літака проводиться в Німеччині; проте більшість вузлів планера, таких як крила, хвостове оперення та фюзеляж, виробляються HAL в Індії.    RUAG вирішила призупинити виробництво Dornier 228 NG після завершення початкової партії з восьми літаків у 2013 році. У 2014 році RUAG і Tata Group підписали договір про те, щоб остання стала ключовим постачальником програми.  Виробництво було відновлено в 2015 році, а з 2016 року планувалося поставки чотирьох на рік   Повідомляється, що складальна лінія здатна виробляти максимум 12 літаків на рік. 

## Структура
RUAG має такі оперативні підрозділи:

### Аерокосмічний
- RUAG Aerostructures [Архівовано 25 січня 2021 у Wayback Machine.] (виробництво комплектуючих, аероструктур і переробка з продукцією в основному для цивільного ринку)
- RUAG Space (у Швейцарії, Швеції та Австрії)
- RUAG Aviation (MRO для цивільного та військового використання, виробник Dornier 228 NG, системні рішення)

### Оборона
- RUAG Ammotec [Архівовано 25 січня 2021 у Wayback Machine.] (боєприпаси до стрілецької зброї до 12.7 мм для оборони, правоохоронних органів, полювання та спорту [Архівовано 11 грудня 2021 у Wayback Machine.] ). RUAG також є оригінальним виробником HG 85 . Виробничі дочірні компанії розташовані в Німеччині, Угорщині, США та Швеції. Продукція для цивільного ринку брендується під назвами RWS, Geco, Rottweil, Norma і Gyttorp.
- RUAG Defense (обслуговування бойових і допоміжних транспортних засобів [Архівовано 21 червня 2020 у Wayback Machine.], моделювання та навчання [Архівовано 15 грудня 2021 у Wayback Machine.], операції з підтримкою мережі [Архівовано 21 червня 2020 у Wayback Machine.], кібербезпека [Архівовано 21 грудня 2018 у Wayback Machine.] ). Виробництво в Швейцарії та Німеччині.